# Bolinus
Bolinus é um gênero de moluscos gastrópodes marinhos, carnívoros, pertencentes à família Muricidae e descrito por Georg Gottlieb Pusch em 1837. Suas espécies também fizeram parte do gênero Murex, no passado, e ainda recebem o termo Murex como sua denominação vernácula; mas também já foram consideradas como pertencentes a um subgênero de Murex. Sua espécie-tipo é Bolinus brandaris (Linnaeus, 1758), encontrada do Mar Mediterrâneo até o noroeste da África. Sua segunda espécie é Bolinus cornutus (Linnaeus, 1758), encontrada no oeste da África e ilha de Cabo Verde.

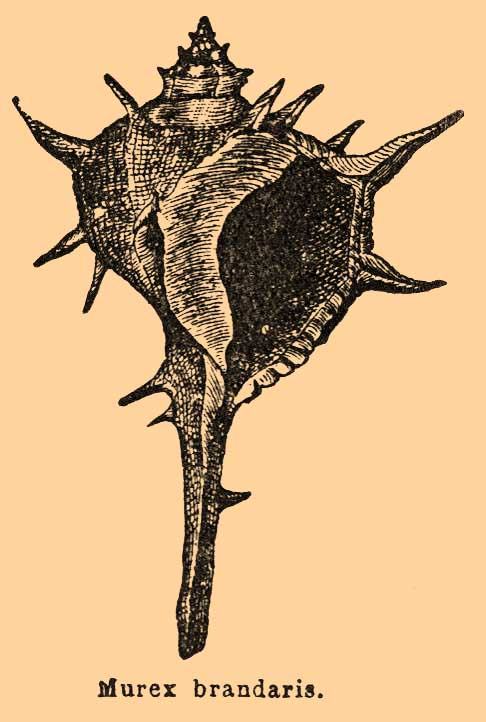
Ilustração de B. brandaris, com sua antiga denominação, Murex brandaris. Espécie utilizada na produção da púrpura tíria durante a Idade Antiga.
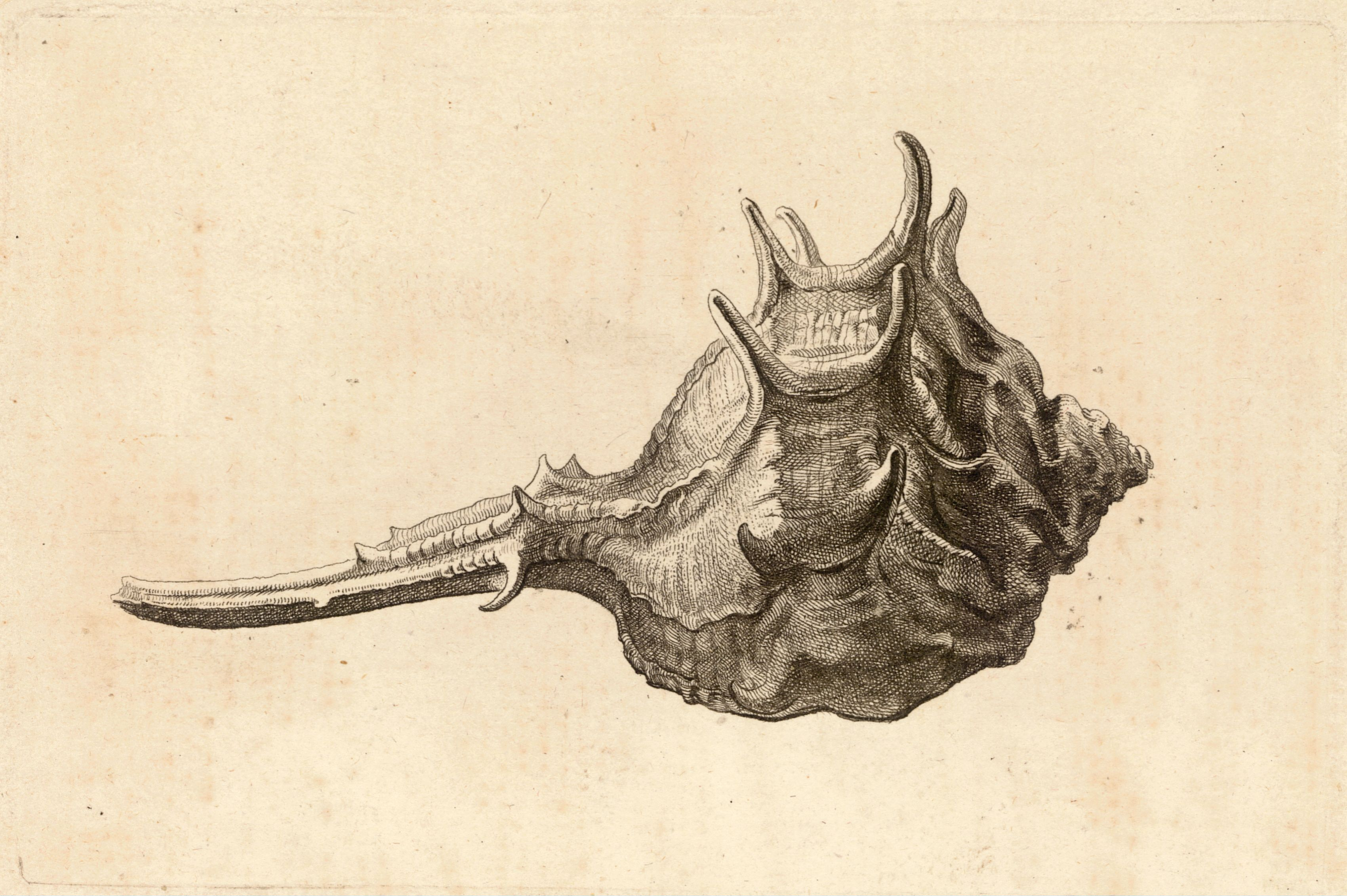
Ilustração da vista lateral de B. brandaris (século XVII).